# 重松圭一
重松 圭一（しげまつ けいいち、1966年9月10日 - ）は、実業家、プロデューサー。映像制作集団「株式会社g」代表取締役社長、株式会社イースト・フィルム取締役。2023年7月までは関西テレビ放送に所属し、営業局、編成局、制作局に所属。チーフプロデューサー、東京支社編成部、同支社制作部副部長、同支社東京コンテンツセンターコンテンツ事業部担当部長、同支社長を歴任した。

## 来歴・人物
奈良県出身。奈良県立奈良高等学校卒業、慶應義塾大学文学部卒業後、1990年関西テレビに入社。
入社後、営業局、編成局、東京支社制作局ドラマのプロデューサーを担当。2003年に「僕の生きる道」で初めてドラマのプロデューサーを務める。
2005年に放送されたドラマ版の「がんばっていきまっしょい」は、本人がこの映画版を気に入ってドラマにしたという。
2023年7月末をもって同局を退職。映像制作集団「g」を設立した。

## 手がけた作品

### ドラマ
- 僕の生きる道（2003年）[1]
- クニミツの政（2003年）
- 僕と彼女と彼女の生きる道（2004年）
- テイクオフ!（2004年）
- みんな昔は子供だった（2005年）
- がんばっていきまっしょい（2005年）[1]
- Moon（2005年）
- ブスの瞳に恋してる（2006年）[1]
- ナツムシ（2006年）
- 僕の歩く道（2006年）
- Cherry Girl（2006年）※倖田來未『Black Cherry』初回限定盤付のオリジナルDVDドラマ化として制作した。
- 牛に願いを Love&Farm（2007年）
- ワタシ2.1（2007年）
- トライアングル（2009年）
- U-NEXT presents 「あと3回、君に会える」（2020年）
- キスでふさいで、バレないで。（2025年） - アソシエイトプロデューサー

### 映画
- 阪急電車　片道15分の奇跡（2011年）
- ボクたちの交換日記（2013年）
- ボクの妻と結婚してください (2016年)
- パンとバスと2度目のハツコイ（2018年）

## 企画・編成担当番組
- SMAP×SMAP（編成、2008年12月まではプロデューサー→2009年1月からチーフプロデューサー）[1]
- 発掘!あるある大事典（初代）
- なんじゃに!?関ジャニ
- 週刊V.WEST（プロデューサー）
- 福山エンヂニヤリング
- もしも体感バラエティif